# Enrico Sala
Enrico Sala (Milán, 18 de julio de 1891–ibídem, 3 de agosto de 1979) fue un ciclista italiano que fue profesional entre el 1909 y el 1930.  En su palmarés no hay ninguna victoria destacable, pero sí que algunas actuaciones en el Giro de Italia, carrera en la cual finalizó en tres ocasiones entre los diez primeros de la general y en que destaca la quinta posición final conseguida el 1914. También destaca una cuarta posición a la Milán-San Remo del 1910.

## Palmarés
- 1910
  - 4º a la Milán-San Remo
- 1914
  - 5º en el Giro de Italia

## Resultados en Grandes Vueltas
Durante su carrera deportiva ha conseguido los siguientes puestos en las Grandes Vueltas:
| Carrera         | 1909 | 1910 | 1911 | 1912 | 1913 | 1914 | 1915 | 1916 | 1917 | 1918 | 1919 | 1920 | 1921 | 1922 | 1923 | 1924 |
| --------------- | ---- | ---- | ---- | ---- | ---- | ---- | ---- | ---- | ---- | ---- | ---- | ---- | ---- | ---- | ---- | ---- |
| Giro de Italia  | 8º   | -    | 12º  | 4º   | -    | 5º   | X    | X    | X    | X    | 13º  | 8º   | 17º  | -    | 29º  | -    |
| Tour de Francia | -    | -    | -    | Ab.  | -    | -    | X    | X    | X    | X    | -    | -    | 18º  | 23º  | -    | 35º  |
| Vuelta a España | X    | X    | X    | X    | X    | X    | X    | X    | X    | X    | X    | X    | X    | X    | X    | X    |